# Вила Векија (Маса-Карара)
Вила Векија (итал. Villa Vecchia) је насеље у Италији у округу Маса-Карара, региону Тоскана.
Према процени из 2011. у насељу је живело 71 становника. Насеље се налази на надморској висини од 598 м.